# Palaemon serratus
Palaemon serratus è un crostaceo decapode della famiglia Palaemonidae. Il suo nome volgare è gamberetto maggiore

## Distribuzione e habitat
Comune nel Oceano Atlantico dalla Danimarca in Mauritania, e nel Mar Mediterraneo, e Mar Nero reperibile su fondali rocciosi e ricchi di alghe fino a circa 15 metri di profondità.

## Descrizione
Fino a 10-15 centimetri. Palaemon serratus può essere distinto da altre specie di gamberetti per il rostrum, che è curvo verso l'alto, si biforca in punta e ha 6-7 denti lungo il suo bordo superiore, e 4-5 denti sul bordo inferiore.

## Riproduzione
La femmina trattiene fra le sue appendici addominali le uova, fino alla schiusa. Ne escono delle minuscole larve che trascorrono una lunga esistenza in piena acqua, subendo diversi stadi di muta prima di assumere la caratteristica forma del gamberetto adulto.

## Altri progetti

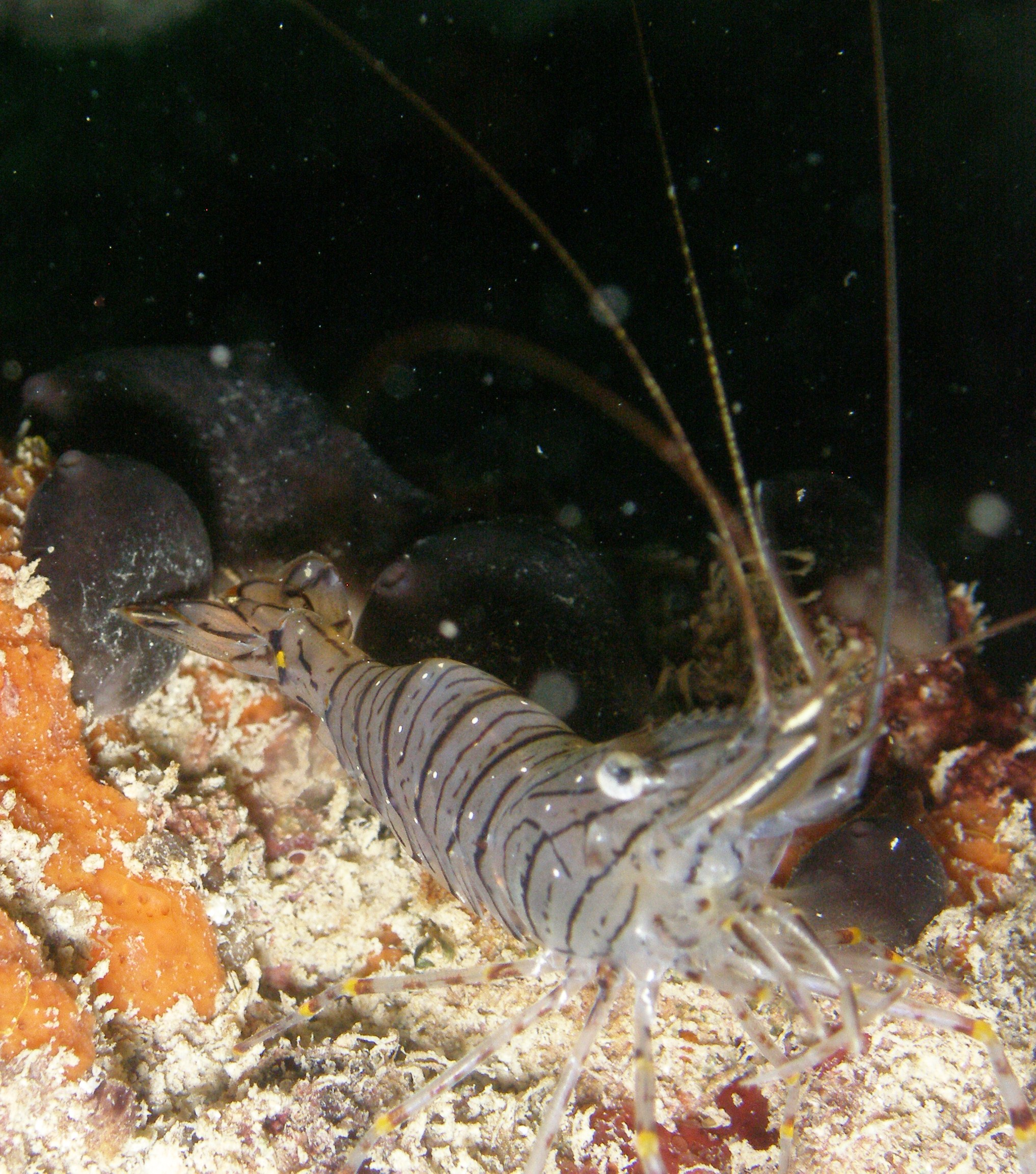